# 向佐
向佐（英語：Jacky Heung，1984年7月20日—），原名向展平，香港男模特兒兼演員。中國新晉諧星，以作風搞笑而聞名，近年向易服路線發展。中國星集團主席向華強長子。

## 簡介
向展平早年就讀喇沙書院，後赴英國留學期間開始從事模特事業。他畢業於南加州大學。自幼即崇拜李連杰一人，並在演出《霍元甲》時拜李連杰為師，其後又參與李連杰主演的《投名狀》等電影。
向佐於2014年被委任為李連杰壹基金（香港）募款經理（Fund Raising Manager），義務協助李連杰壹基金策劃募款工作，與壹基金一起為救助貧困及協助受天災影響的災民重建家園而努力。

## 軼事
向佐在參加節目《拳力以赴的我們》的時候以資深武術家自居，更自信地認為參加拳賽不需佩戴保護頭盔，惟其在比賽期間多次耍小手段並犯規，最後更慘遭沒有武術底子的對手肖順堯痛擊，向佐因而在賽後被觀眾封為「最輸不起巨星拳手」。

## 爭議
2021年6月20日美國總統拜登愛犬逝世後，中華民國總統蔡英文在Twitter上回文悼念，向佐批評「中國台灣省所謂的省長蔡英文！你作弄是非為難我們一家也就算了，作為領導，自己的人民在災難中，每天死去那麼多人你不感到悲傷嗎？悼念儀式在哪裡？人家（一）隻狗死去跟你有什麼關係，而且你覺得人家會在意嗎，有理會過你嗎？這是沒有得再正式的舔狗！！！請你注重下我們中國人的形象......謝謝。」，引發熱議。

## 演出作品

### 電視劇
- 2006年：《老馮日記》飾 向佐
- 2010年：《鐵馬尋橋》飾 榮萬鈞
- 2019年：《上道》飾 驚蟄
- 2020年：《太古神王》飾 羿無為
- 2025年：《垂涎》
- 2025年：《掃毒風暴》飾 賈克琳

### 電影
- 1989年傲氣雄鷹飾 阿偉之子
- 2006年霍元甲飾 秦爷干儿子
- 2007年投名状飾 山匪小頭目石錦標
- 2008年奪帥飾 郭子亨／亨
- 2009年撲克王David Lin
- 2009年移動城市
- 2010年前度 阿升
- 2010年蘇乞兒飾 贝勒爷
- 2010年72家租客飾 「頂太Phone」手提電話推銷員工
- 2011年戀人絮語飾 梁寶晴
- 2016年賭城風雲III  飾 龍十五
- 2016年封神傳奇  飾 雷震子
- 2017年功守道  飾 高手佐
- 2019年我的拳王男友
- 2024年門前寶地
- 2025年護衛者3：決戰(網絡電影)

### 舞台劇
- 《情人眼裡出壽司》（2010年）
- 《潮性辦公屋室II》（2010年）

## 演唱會
- 劉家昌演唱會 （2009）- Guest singer of Liu Chia Chang concert 09
- 劉家昌澳門演唱會 （2009）- Guest singer of Liu Chia Chang concert Macau 09

## 外部連結
- 向佐的Facebook專頁
- 向佐的新浪微博
- 向佐的Instagram帳戶
- 向佐在互联网电影资料库（IMDb）上的資料（英文）
- 向佐在香港影庫上的簡介
- 向佐在豆瓣上的资料（简体中文）
- 向佐在时光网上的簡介（简体中文）
- 向佐：中文電影資料庫 （页面存档备份，存于）